# ズラブ・ヒザニシヴィリ
ズラブ・ヒザニシヴィリ（Zurab Khizanishvili, 1981年10月6日 - ）は、 ジョージアの首都トビリシ出身の元サッカー選手。元ジョージア代表。現役時代のポジションはDF（右サイドバック、センターバック）。

## 所属クラブ
- FCディナモ・トビリシ 1998-1999
- FCトビリシ 1999-2000
- ロコモティフ・トビリシ 2000-2001
- ダンディーFC 2001-2003
- レンジャーズFC 2003-2006

→  ブラックバーン・ローヴァーズFC 2005-2006
- ブラックバーン・ローヴァーズFC 2006-2011

→  ニューカッスル・ユナイテッドFC 2009
→  レディングFC 2010-2011
- カイセリスポル 2011-2014
- FCディナモ・トビリシ 2014
- FCサムトレディア 2015
- インテル・バクーPFC 2015-2017

## 代表歴
ジョージア代表
- 1999年6月5日 - A代表初出場  - ギリシャ代表戦